# 緑の魔境
緑の魔境（みどりのまきょう Magia verde 英題：Green Magic）とは1954年のイタリア映画である。
監督のジャン・ガスパーレ・ナポリターノが南アメリカ大陸に長期ロケを行い、そこに暮らす人々の生活や風習などを撮った記録映画でショッキングな場面があることから一般的にのちのモンド映画に影響を与えたとされるが、モンド映画と違ってこちらは非常に真面目な視点で撮られたドキュメンタリー映画である。
第6回カンヌ国際映画祭にて探検映画賞・色彩賞を受賞した。

## 内容
アマゾンの奥地を世界で初めて紹介、人々の生活や植物、生き物など神秘の世界に迫る・・・。

## 情報整理バラエティ ウソバスター
テレビ朝日系列の『情報整理バラエティ ウソバスター』内でピラニアは人を襲う・・・の下りでピラニアが動物を襲うシーンにこの映画の仔牛が襲われるシーンが使われた。ピラニアの獰猛で凶暴なイメージは世界的にこの映画から広まったという。